# Kolopterna blascoi
Kolopterna blascoi är en stekelart som beskrevs av Askew 1997. Kolopterna blascoi ingår i släktet Kolopterna och familjen finglanssteklar.
Artens utbredningsområde är Spanien. Inga underarter finns listade i Catalogue of Life.